# Gediminas sugárút

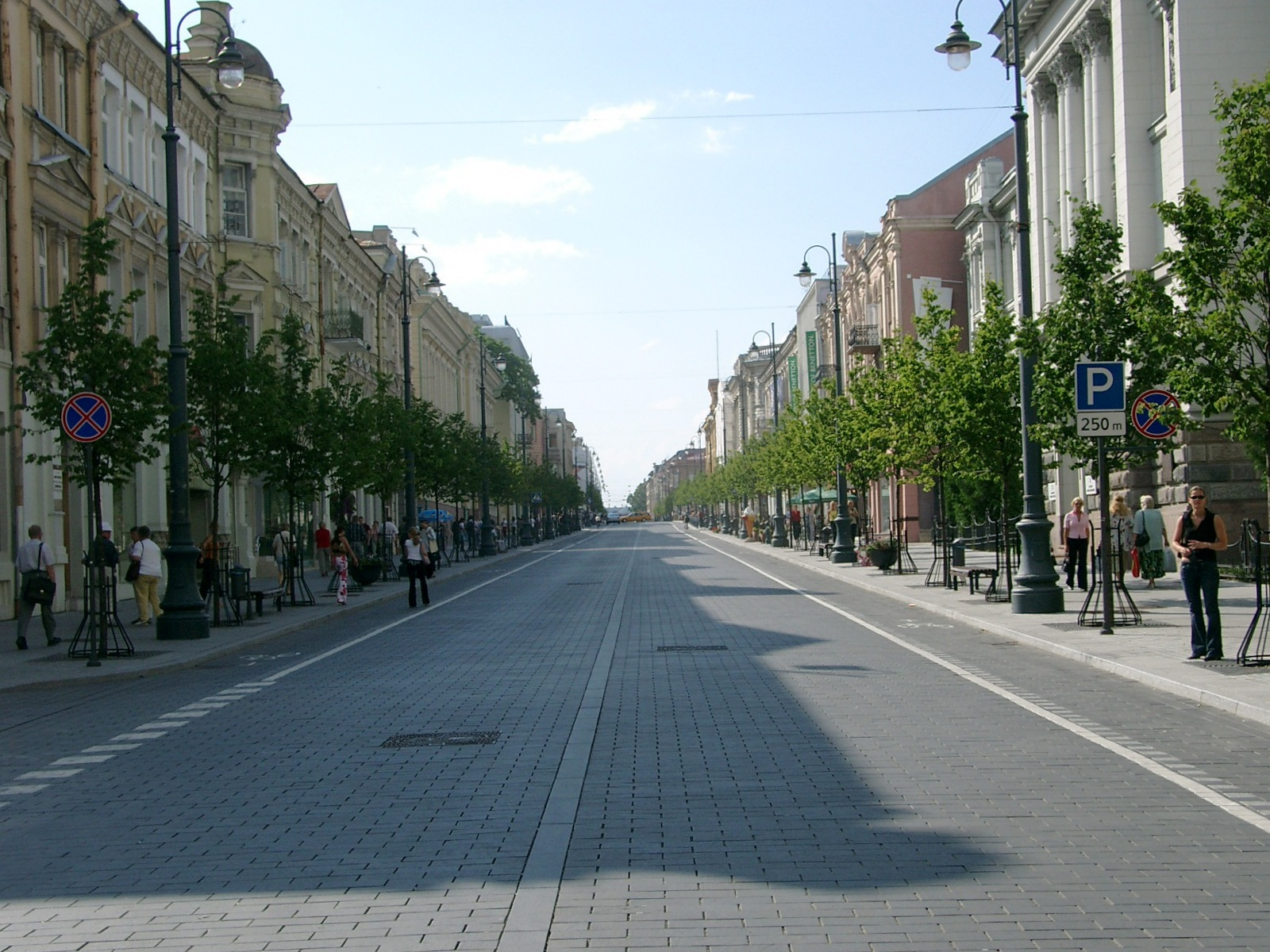
A Gediminas sugárút a katedrális felől

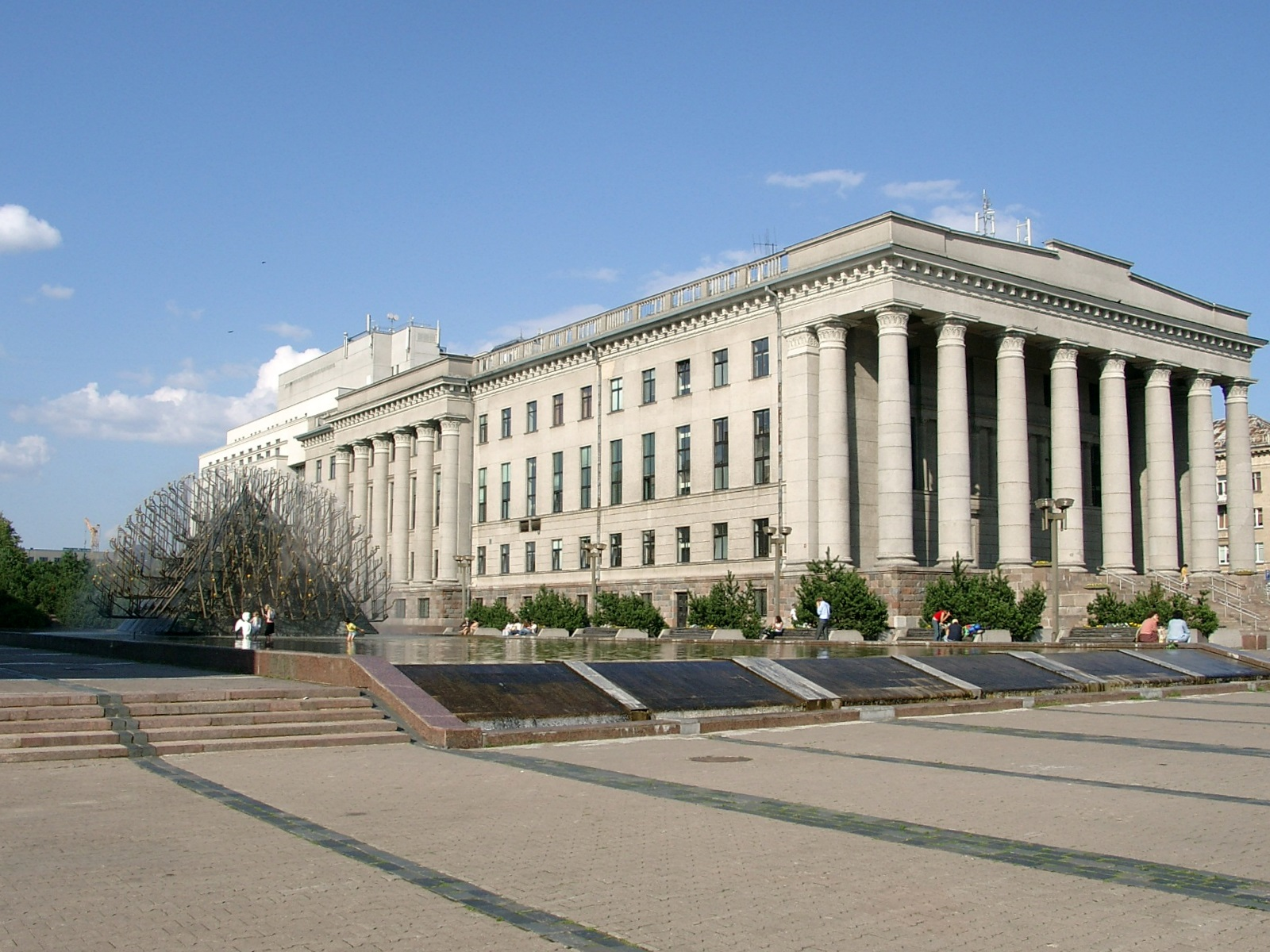
A Nemzeti Könyvtár a sugárút Neris felőli végén

A Gediminas sugárút (litvánul: Gedimino prospektas) Vilnius egyik legfontosabb utcája, a litván közigazgatás központja. Itt helyezkednek a kormányzati szervek épületei, a Seimas, a litván parlament itt ülésezik. Itt van az Alkotmánybíróság, a Nemzeti Könyvtár, a Litván Központi Bank. Itt helyezkedik el a Zeneakadémia, a Nemzeti Színház, itt van az 1991-es litván felkelés emlékműve. Itt helyezkedett el a náci megszállás alatt a Gestapo, majd a későbbiekben a KGB helyi szervezetének otthont adó épület.

## Fekvése
A sugárút Vilnius Centras negyedének közepén húzódik, összekötve az Óvárost a Neris folyó túlpartján fekvő Žvėrynas negyeddel, a katedrális terétől kiindulva.

## Története
Az utcát 1836-ban nyitották meg, majd gyors fejlődésnek indult. Egységes arculatát a XIX. század végén, XX. század elején érte el, szerepe a budapesti Andrássy útéhoz volt hasonló. A  Jabłkowski testvérek itt nyitották meg Vilnius első modern nagyáruházát, automata ajtókkal és liftekkel.
Az utca 1989 óta Gediminas litván nagyfejedelem nevét viseli, története folyamán a politikai változásoknak köszönhetően a neve rendszeresen változott. Megnyitása után az első világháború végéig Szent György sugárútnak hívták. A két világháború között, Vilnius Lengyelországhoz tartozása idején az utca a Mickiewicz nevet viselte, az ismert lengyel költő után. A náci megszállás alatt Hitlerről volt elnevezve, melyet a szovjet időszakban előbb Sztálin, majd Lenin neve váltott fel.
Az utca 2002-ben teljesen megújult, új díszburkolatot kapott, a házakat renoválták. Ma az utca ismert sétáló- és bevásárlóutca, ahonnan esténként a forgalmat kitiltják.

## Külső hivatkozások
Fórum, fotók a sugárútról